# Sáp
Sáp é um município da Hungria, situado no condado de Hajdú-Bihar. Tem 19,22 km² de área e sua população em 2015 foi estimada em 972 habitantes.